# Atletismo nos Jogos Olímpicos de Verão de 1968
Nos Jogos Olímpicos de Verão de 1968 na Cidade do México, 36 eventos do atletismo foram realizados, sendo 24 masculinos e 12 femininos.

## Medalhistas
Masculino
| Evento                         | Ouro                                                                       | Prata                                                               | Bronze                                                                                 |
| ------------------------------ | -------------------------------------------------------------------------- | ------------------------------------------------------------------- | -------------------------------------------------------------------------------------- |
| 100 metros detalhes            | Jim Hines USA Estados Unidos                                               | Lennox Miller JAM Jamaica                                           | Charles Greene USA Estados Unidos                                                      |
| 200 metros detalhes            | Tommie Smith USA Estados Unidos                                            | Peter Norman AUS Austrália                                          | John Carlos USA Estados Unidos                                                         |
| 400 metros detalhes            | Lee Evans USA Estados Unidos                                               | Larry James USA Estados Unidos                                      | Ron Freeman USA Estados Unidos                                                         |
| 800 metros detalhes            | Ralph Doubell AUS Austrália                                                | Wilson Kiprugut KEN Quênia                                          | Tom Farrell USA Estados Unidos                                                         |
| 1500 metros detalhes           | Kipchoge Keino KEN Quênia                                                  | Jim Ryun USA Estados Unidos                                         | Bodo Tümmler FRG Alemanha Ocidental                                                    |
| 5000 metros detalhes           | Mohammed Gammoudi TUN Tunísia                                              | Kipchoge Keino KEN Quênia                                           | Naftali Temu KEN Quênia                                                                |
| 10000 metros detalhes          | Naftali Temu KEN Quênia                                                    | Mamo Wolde ETH Etiópia                                              | Mohammed Gammoudi TUN Tunísia                                                          |
| 110 m com barreiras detalhes   | Willie Davenport USA Estados Unidos                                        | Ervin Hall USA Estados Unidos                                       | Eddy Ottoz ITA Itália                                                                  |
| 400 m com barreiras detalhes   | David Hemery GBR Grã-Bretanha                                              | Gerhard Hennige FRG Alemanha Ocidental                              | John Sherwood GBR Grã-Bretanha                                                         |
| 3000 m com obstáculos detalhes | Amos Biwott KEN Quênia                                                     | Benjamin Kogo KEN Quênia                                            | George Young USA Estados Unidos                                                        |
| Revezamento 4x100 m detalhes   | Charles Greene Melvin Pender Ronnie Ray Smith Jim Hines USA Estados Unidos | Hermes Ramírez Juan Morales Pablo Montes Enrique Figuerola CUB Cuba | Gérard Fénouil Jocelyn Delecour Claude Piquemal Roger Bambuck FRA França               |
| Revezamento 4x400 m detalhes   | Vincent Matthews Ron Freeman Larry James Lee Evans USA Estados Unidos      | Daniel Rudisha Hezahiah Nyamau Naftali Bon Charles Asati KEN Quênia | Helmar Müller Manfred Kinder Gerhard Hennige Martin Jellinghaus FRG Alemanha Ocidental |
| Maratona detalhes              | Mamo Wolde ETH Etiópia                                                     | Kenji Kimihara JPN Japão                                            | Mike Ryan NZL Nova Zelândia                                                            |
| Marcha atlética 20 km detalhes | Volodymyr Holubnychy URS União Soviética                                   | José Pedraza MEX México                                             | Nikolay Smaga URS União Soviética                                                      |
| Marcha atlética 50 km detalhes | Christoph Höhne GDR Alemanha Oriental                                      | Antal Kiss HUN Hungria                                              | Larry Young USA Estados Unidos                                                         |
| Salto em altura detalhes       | Dick Fosbury USA Estados Unidos                                            | Ed Caruthers USA Estados Unidos                                     | Valentin Gavrilov URS União Soviética                                                  |
| Salto com vara detalhes        | Bob Seagren USA Estados Unidos                                             | Claus Schiprowski FRG Alemanha Ocidental                            | Wolfgang Nordwig GDR Alemanha Oriental                                                 |
| Salto em distância detalhes    | Bob Beamon USA Estados Unidos                                              | Klaus Beer GDR Alemanha Oriental                                    | Ralph Boston USA Estados Unidos                                                        |
| Salto triplo detalhes          | Viktor Saneyev URS União Soviética                                         | Nelson Prudêncio BRA Brasil                                         | Giuseppe Gentile ITA Itália                                                            |
| Arremesso de peso detalhes     | Randy Matson USA Estados Unidos                                            | George Woods USA Estados Unidos                                     | Eduard Gushchin URS União Soviética                                                    |
| Lançamento de dardo detalhes   | Jānis Lūsis URS União Soviética                                            | Jorma Kinnunen FIN Finlândia                                        | Gergely Kulcsár HUN Hungria                                                            |
| Lançamento de disco detalhes   | Al Oerter USA Estados Unidos                                               | Lothar Milde GDR Alemanha Oriental                                  | Ludvík Daněk TCH Checoslováquia                                                        |
| Lançamento de martelo detalhes | Gyula Zsivótzky HUN Hungria                                                | Romuald Klim URS União Soviética                                    | Lázár Lovász HUN Hungria                                                               |
| Decatlo detalhes               | Bill Toomey USA Estados Unidos                                             | Hans-Joachim Walde FRG Alemanha Ocidental                           | Kurt Bendlin FRG Alemanha Ocidental                                                    |

Feminino
| Evento                       | Ouro                                                                            | Prata                                                                       | Bronze                                                                                            |
| ---------------------------- | ------------------------------------------------------------------------------- | --------------------------------------------------------------------------- | ------------------------------------------------------------------------------------------------- |
| 100 metros detalhes          | Wyomia Tyus USA Estados Unidos                                                  | Barbara Ferrell USA Estados Unidos                                          | Irena Szewińska POL Polônia                                                                       |
| 200 metros detalhes          | Irena Szewińska POL Polônia                                                     | Raelene Boyle AUS Austrália                                                 | Jenny Lamy AUS Austrália                                                                          |
| 400 metros detalhes          | Colette Besson FRA França                                                       | Lillian Board GBR Grã-Bretanha                                              | Natalya Pechonkina URS União Soviética                                                            |
| 800 metros detalhes          | Madeline Manning USA Estados Unidos                                             | Ileana Silai ROU Romênia                                                    | Maria Gommers NED Países Baixos                                                                   |
| 80 m com barreiras detalhes  | Maureen Caird AUS Austrália                                                     | Pam Kilborn AUS Austrália                                                   | Chi Cheng ROC Taiwan                                                                              |
| Revezamento 4x100 m detalhes | Margaret Bailes Barbara Ferrell Mildrette Netter Wyomia Tyus USA Estados Unidos | Violetta Quesada Miguelina Cobián Marlene Elejarde Fulgencia Romay CUB Cuba | Galina Bukharina Lyudmila Samotesova Vera Popkova Liudmila Zharkova-Maslakova URS União Soviética |
| Salto em altura detalhes     | Miloslava Rezková TCH Checoslováquia                                            | Antonina Okorokova URS União Soviética                                      | Valentina Kozyr URS União Soviética                                                               |
| Salto em distância detalhes  | Viorica Viscopoleanu ROU Romênia                                                | Sheila Sherwood GBR Grã-Bretanha                                            | Tatyana Talysheva URS União Soviética                                                             |
| Arremesso de peso detalhes   | Margitta Gummel GDR Alemanha Oriental                                           | Marita Lange GDR Alemanha Oriental                                          | Nadezhda Chizhova URS União Soviética                                                             |
| Lançamento de dardo detalhes | Angéla Németh HUN Hungria                                                       | Mihaela Peneş ROU Romênia                                                   | Eva Janko AUT Áustria                                                                             |
| Lançamento de disco detalhes | Lia Manoliu ROU Romênia                                                         | Liesel Westermann FRG Alemanha Ocidental                                    | Jolán Kleiber HUN Hungria                                                                         |
| Pentatlo detalhes            | Ingrid Becker FRG Alemanha Ocidental                                            | Liese Prokop AUT Áustria                                                    | Annamária Tóth HUN Hungria                                                                        |

## Quadro de medalhas

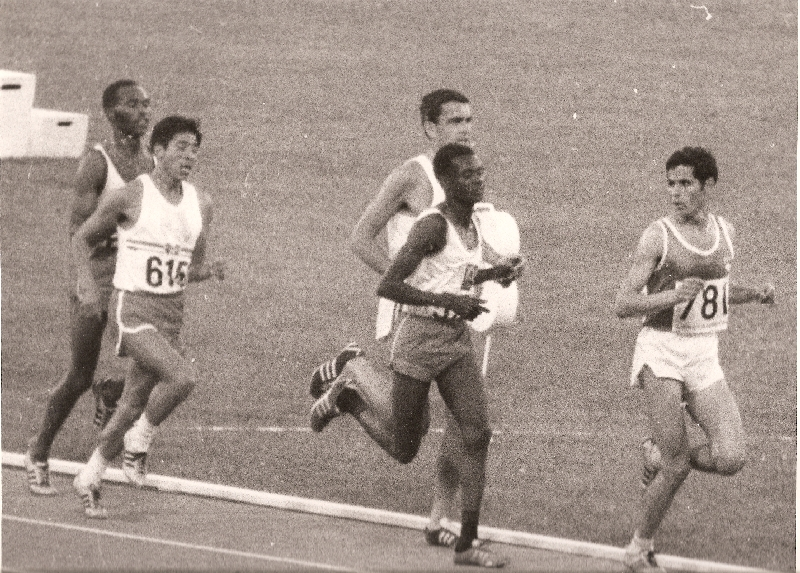
Final dos 5000 metros masculino, prova vencida pelo marroquino Mohammed Gammoudi.

| Ordem | País                   | Medalha de ouro | Medalha de prata | Medalha de bronze |     |
| ----- | ---------------------- | --------------- | ---------------- | ----------------- | --- |
| 1     | USA Estados Unidos     | 15              | 6                | 7                 | 28  |
| 2     | KEN Quênia             | 3               | 4                | 1                 | 8   |
| 3     | URS União Soviética    | 3               | 2                | 8                 | 13  |
| 4     | AUS Austrália          | 2               | 3                | 1                 | 6   |
| 4     | GDR Alemanha Oriental  | 2               | 3                | 1                 | 6   |
| 6     | ROU Romênia            | 2               | 2                |                   | 4   |
| 7     | HUN Hungria            | 2               | 1                | 4                 | 7   |
| 8     | FRG Alemanha Ocidental | 1               | 4                | 3                 | 8   |
| 9     | GBR Grã-Bretanha       | 1               | 2                | 1                 | 4   |
| 10    | ETH Etiópia            | 1               | 1                |                   | 2   |
| 11    | FRA França             | 1               |                  | 1                 | 2   |
| 11    | TCH Checoslováquia     | 1               |                  | 1                 | 2   |
| 11    | POL Polônia            | 1               |                  | 1                 | 2   |
| 11    | TUN Tunísia            | 1               |                  | 1                 | 2   |
| 15    | CUB Cuba               |                 | 2                |                   | 2   |
| 16    | AUT Áustria            |                 | 1                | 1                 | 2   |
| 17    | BRA Brasil             |                 | 1                |                   | 1   |
| 17    | FIN Finlândia          |                 | 1                |                   | 1   |
| 17    | JAM Jamaica            |                 | 1                |                   | 1   |
| 17    | JPN Japão              |                 | 1                |                   | 1   |
| 17    | MEX México             |                 | 1                |                   | 1   |
| 22    | ITA Itália             |                 |                  | 2                 | 2   |
| 23    | NZL Nova Zelândia      |                 |                  | 1                 | 1   |
| 23    | NED Países Baixos      |                 |                  | 1                 | 1   |
| 23    | ROC Taiwan             |                 |                  | 1                 | 1   |
| TOTAL | TOTAL                  | 36              | 36               | 36                | 108 |